# Калегинский сельсовет
Калегинский сельсовет — муниципальное образование в Калтасинском районе Башкортостана.

## История
Согласно «Закону о границах, статусе и административных центрах муниципальных образований в Республике Башкортостан» имеет статус сельского поселения.

## Население
| 2002 | 2009  | 2010 | 2012 | 2013 | 2014 | 2015 |
| ---- | ----- | ---- | ---- | ---- | ---- | ---- |
| 1010 | ↗1028 | ↘906 | ↘882 | ↘860 | ↘843 | ↘819 |
| 2016 | 2017  | 2018 |      |      |      |      |
| ↘815 | ↘793  | ↘760 |      |      |      |      |

## Состав сельского поселения
| № | Населённый пункт | Тип населённого пункта          | Население |
| - | ---------------- | ------------------------------- | --------- |
| 1 | Калегино         | деревня, административный центр | ↘311      |
| 2 | Кояново          | деревня                         | ↘184      |
| 3 | Кушня            | деревня                         | ↘115      |
| 4 | Норкино          | деревня                         | ↘115      |
| 5 | Чилибеево        | деревня                         | ↘113      |
| 6 | Акинеево         | деревня                         | ↘68       |